# Cephaloresthenia
Cephaloresthenia is een geslacht van wantsen uit de familie van de Miridae (Blindwantsen). Het geslacht werd voor het eerst wetenschappelijk beschreven door Carvalho & Carpintero in 1991.

## Soorten
Het genus bevat de volgende soorten:

- Cephaloresthenia alvarengai (Carvalho, 1988)
- Cephaloresthenia oranensis (Carvalho & Carpintero, 1987)
- Cephaloresthenia proluteiceps (Carvalho & Fontes, 1970)
- Cephaloresthenia sanjavierus (Carvalho, 1988)